# Krzczonów-Wójtostwo
Krzczonów-Wójtostwo – część wsi Krzczonów w Polsce, położona w województwie lubelskim, w powiecie lubelskim, w gminie Krzczonów.
Do końca 2010 roku Krzczonów-Wójtostwo było samodzielną wsią.
W latach 1975–1998 Krzczonów-Wójtostwo administracyjnie należało do ówczesnego województwa lubelskiego.
Krzczonów-Wójtostwo jest sołectwem gminy Krzczonów.
Wierni Kościoła rzymskokatolickiego należą do parafii Wniebowzięcia Najświętszej Maryi Panny w Krzczonowie.

## Położenie
Miejscowość jest położona na pagórkowatym terenie o wysokości od 239 do 285 m n.p.m. nad rzeką Bełzą, dopływem Giełczewki, ok. 0,5 km na zachód od centrum Krzczonowa. Leży przy drodze powiatowej nr 2287L z Krzczonowa do Bychawy.